# Sylvester McCoy
Sylvester McCoy is de artiestennaam van de Schotse acteur Percy James Patrick Kent-Smith (Dunoon (Firth of Clyde), 20 augustus 1943). Zijn pseudoniem was oorspronkelijk de naam van een personage dat hij speelde toen hij deel uitmaakte van het theatergezelschap The Ken Campbell Roadshow. Later ging hij het als zijn artiestennaam gebruiken. McCoy speelde onder meer de zevende incarnatie van Doctor Who in zowel de televisieserie als in de televisiefilm uit 1996.
McCoy maakte zijn filmdebuut in 1979 als Walter in Dracula. Hij speelt Radagast in de door Peter Jackson verfilmde The Hobbit van J.R.R. Tolkien

## Filmografie
- The Munsters (2022)
- The Hobbit: The Battle of the Five Armies (2014)
- The Hobbit: The Desolation of Smaug (2013)
- The Christmas Candle (2013)
- The Hobbit: An Unexpected Journey (2012)
- Eldorado (2012)
- Punk Strut: The Movie (2010)
- The Academy Part 2: First Impressions (2009)
- Griffin (2004)
- The Mumbo Jumbo (2000)
- Spellbreaker: Secret of the Leprechauns (1996)
- Doctor Who (1996, televisiefilm)
- Leapin' Leprechauns (1995)
- The Zero Imperative (1994)
- The Airzone Solution (1993)
- Thrill Kill Video Club (1991)
- Three Kinds of Heat (1987)
- All the Fun of the Fair (1979)
- Dracula (1979)

## Televisieseries
*Exclusief eenmalige gastrollen
- Doctor Who: Death Comes to Time stem The Doctor (2001-2002, vijf afleveringen)
- The History of Tom Jones, a Foundling - Mr. Dowling (1997, vier afleveringen - miniserie)
- Jackanory - Storyteller (1979-1993, drie afleveringen)
- Doctor Who - The Doctor (1987-1989, 42 afleveringen)
- The Last Place on Earth - Lt. 'Birdie' Bowers (1985, zes afleveringen)
- Big Jim and the Figaro Club - Turps (1979-1981, vijf afleveringen)

- Bibliothèque nationale de France: cb14205569m (data)
- Gemeinsame Normdatei: 1252653212
- International Standard Name Identifier: 0000 0001 1437 5960
- Library of Congress Control Number: no98132286
- MusicBrainz: 9fedd1a2-05e7-45cf-ae2a-875cd6398a87
- Nationale Bibliotheek van Israël: 987007441717005171
- Système universitaire de documentation: 174215525
- Virtual International Authority File: 268659000
- WorldCat: E39PBJbttq9FGmBV8mQxmB4jG3